# Raphael

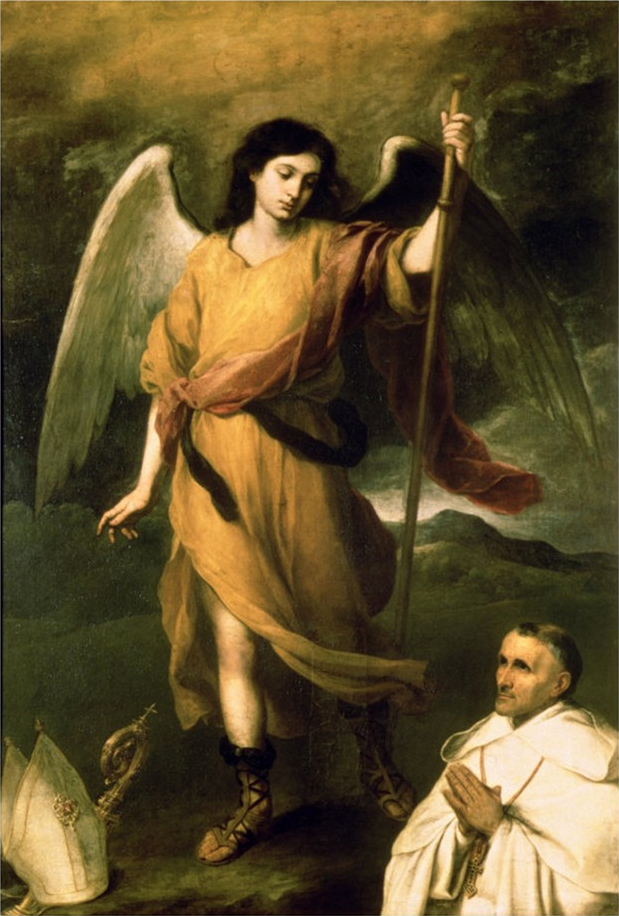
Der Erzengel Raphael (Ölgemälde von Murillo, 17. Jahrhundert)

Raphael (auch in der Schreibweise Rafael oder Raffael) ist ein männlicher Vorname.

## Ursprung
In der hebräischen Bibel, im 1. Buch der Chronik (1 Chr 26,7 ), trägt ein Torwächter den Namen רְפָאֵל (Refaël, „Gott hat geheilt“). Im Buch Tobit, das zu den Spätschriften des Alten Testaments gehört, begleitet der Erzengel Raphael den Sohn des Tobit, Tobias, auf seiner Reise und gibt ihm ein Heilmittel gegen die Erblindung seines Vaters. Auch in den Schriftrollen vom Toten Meer begegnet רפאל als Name eines Engels. Im frühmittelalterlichen Lorscher Arzneibuch wird Rafahel als „Medizin Gottes“ übersetzt (angelus Rafahel, qui dicitur medicina dei).

## Namenstag
Das Fest des Erzengels Raphael wurde in der katholischen Kirche bis 1969 am 24. Oktober gefeiert. Seither wird das Gedächtnis des hl. Raphael gemeinsam mit dem der beiden Erzengel Michael und Gabriel am 29. September begangen.

## Varianten
| Andere Sprachen: - Raphaël (französisch) - Raffaele, Raffaello und Raffaellino (italienisch), als eingedeutschte Variante Raffael - Rafał (polnisch) - Rafael (portugiesisch/spanisch/tschechisch) - Rapolas (litauisch) - Рафаил (russisch/bulgarisch) - Ραφαήλ (neugriechisch) - Рафаїл (ukrainisch) | Weibliche Formen: - Rafaela - Raffaela - Raffaella - Raphaela - Raphaëla - Raphaele - Raphaële - Raphaëlle |

## Namensträger

### Rafael
- Rafael Alberti (1902–1999), spanischer Dichter
- Rafael Alencar (* 1978), brasilianischer Pornodarsteller und Model
- Rafael Arnáiz Barón (1911–1938), spanischer Trappist und Mystiker
- Rafael Benítez (* 1960), spanischer Fußballtrainer und ehemaliger -spieler
- Rafael Buschmann (* 1982), deutscher Journalist
- Rafael Cabral (* 1990), brasilianischer Fußballspieler
- Rafael Castillo (* 1982), puerto-ricanischer Musiker, siehe De La Ghetto
- Rafael Chirbes (1949–2015), spanischer Schriftsteller
- Rafael Correa (* 1963), ecuadorianischer Wirtschaftswissenschaftler und Politiker, Präsident seines Landes (2007–17)
- Rafael Czichos (* 1990), deutscher Fußballspieler
- Rafael Frühbeck de Burgos (1933–2014), spanischer Dirigent
- Rafael de la Fuente (* 1986), venezolanischer Schauspieler und Sänger
- Rafael Gareisen (* 1994), deutscher Schauspieler
- Rafael Horzon (* 1968), deutscher Künstler, Unternehmer, Schriftsteller und Designer
- Rafael Kubelík (1914–1996), tschechisch-schweizerischer Dirigent
- Rafael Lebron (* 1983), US-amerikanischer Pokerspieler
- Rafael Márquez (* 1979), mexikanischer Fußballspieler und Sportdirektor
- Rafael Merán (* 1987), dominikanischer Radrennfahrer
- Rafael Miguel (1996–2019), brasilianischer Fernsehschauspieler
- Rafael Nadal (* 1986), spanischer Tennisspieler
- Rafael Pereira da Silva (* 1990), brasilianischer Fußballspieler, siehe Rafael (Fußballspieler, 1990)
- Rafael del Riego (1784/85–1823), spanischer Revolutionär
- Rafael Sanchez (* 1963), deutsch-spanischer Fußballspieler und -trainer
- Rafael Sanchez (* 1975), Schweizer Regisseur und Intendant
- Rafael Seligmann (* 1947), israelisch-deutscher Politologe und Schriftsteller
- Rafael Tolói (* 1990), brasilianisch-italienischer Fußballspieler
- Rafael Traci (* 1981), brasilianischer Fußballschiedsrichter
- Rafael van der Vaart (* 1983), niederländischer Fußballspieler
- Rafael Guízar Valencia (1878–1938), römisch-katholischer Bischof von Veracruz; Heiliger
- Rafael Viñoly (1944–2023), US-amerikanischer Architekt uruguayischer Herkunft
- Rafael Yela Günther (1888–1942), guatemaltekischer Bildhauer

### Raffael
- Raffael, auch Raphael bzw. Raffaello Santi, Raphael Sanzio oder Raffaello Sanzio da Urbino (1483–1520), italienischer Maler und Baumeister der Hochrenaissance
- Raffael Caetano de Araújo (* 1985), brasilianischer Fußballspieler
- Raffael Becker (1922–2013), deutscher Kunstmaler und Grafiker
- Raffael Behounek (* 1997), österreichischer Fußballspieler
- Raffael Ganz (1923–2004), Schweizer Schriftsteller
- Raffael Gordzielik (* 1985), deutscher Kraftsportler
- Raffael Korte (* 1990), deutscher Fußballspieler
- Raffael Rheinsberg (1943–2016), deutscher Künstler
- Raffael Scheck (* 1960), deutscher Historiker
- Raffael Schuster-Woldan (1870–1951), deutscher Maler und Professor für Komposition
- Raffael Tonello (* 1975), italienischer Fußballspieler
- Raffael Zeder (* 1980), Schweizer Fußballschiedsrichter und Schiedsrichterassistent

### Raphael
- Raphael, um 1002 König von Makuria (Nubien)

- Raphael M. Bonelli (* 1968), österreichischer Neurowissenschaftler sowie Psychiater und systemischer Psychotherapeut
- Raphael Christen (1811–1880), Schweizer Bildhauer
- Raphael Clarkson (* 1987), britischer Jazzmusiker
- Raphael Diaz (* 1986), Schweizer Eishockeyspieler spanischer Abstammung
- Raphael Dwamena (1995–2023), ghanaischer Fußballspieler
- Raphael Golta (* 1975), Schweizer Politiker (SP)
- Raphael Høegh-Krohn (1938–1988), dänischer Mathematiker und Hochschullehrer
- Raphael von Hoensbroech (* 1977), deutscher Musikwissenschaftler und Kulturmanager
- Raphael Holzdeppe (* 1989), deutscher Stabhochspringer
- Raphael Holzhauser (* 1993), österreichischer Fußballspieler
- Raphael Klemm (* 1989), deutscher Jazzmusiker
- Raphael von Koeber (1848–1923), deutsch-russischer Philosoph und Musiker
- Raphael Aloysius Lafferty (1914–2002), US-amerikanischer Science-Fiction- und Fantasy-Schriftsteller
- Raphael Lemkin (1900–1959), US-amerikanischer Jurist und Friedensforscher
- Raphael Löwenfeld (1854–1910), deutscher Slawist und Theaterleiter
- Raphael Mechoulam (1930–2023), israelischer Hochschullehrer für Pharmazeutische Chemie und Naturstoffe
- Raphael Ragucci (* 1984), österreichischer Rapper und Musikproduzent, siehe RAF Camora
- Raphael Ravenscroft (1954–2014), britischer Saxophonist und Komponist
- Raphael Saadiq (* 1966), US-amerikanischer Musiker und Komponist
- Raphael Schäfer (* 1979), deutscher Fußballspieler
- Raphael Schäfer (* 1981), deutscher Politiker (CDU)
- Raphael Schneider (* 1970), deutscher Schauspieler
- Raphael Thelen (* 1985), deutscher Journalist
- Raphael Rainer von Thurn und Taxis (1906–1993), Präsident des EV Füssen, Gemeinderat und Kirchenpfleger
- Raphael Wahl (* 1997), deutscher Poolbillardspieler
- Raphael Wicky (* 1977), Schweizer Fußballspieler
- Raphael Wolf (* 1988), deutscher Fußballtorwart

### Raphaël
- Raphaël Caucheteux (* 1985), französischer Handballspieler
- Raphaël Collin (1850–1916), französischer Maler und Illustrator
- Raphaël Confiant (* 1951), kreolischer Schriftsteller
- Raphaël Élizé (1891–1945), französischer Bürgermeister und Widerstandskämpfer
- Raphaël Enthoven (* 1975), französischer Philosoph und Fernsehmoderator
- Raphaël Glucksmann (* 1979), französischer Journalist, Dokumentarfilmer und Politiker
- Raphaël Guerreiro (* 1993), portugiesisch-französischer Fußballspieler
- Raphaël Haroche (* 1975), französischer Sänger
- Raphaël Lenglet (* 1976), französischer Schauspieler und Regisseur
- Raphaël Marionneau (* 1970), französisch-deutscher DJ und Grafiker
- Raphaël Nannini (1852–1925), italienischer Bildhauer
- Raphaël Nuzzolo (* 1983), Schweizer Fußballspieler
- Raphaël Personnaz (* 1981), französischer Schauspieler
- Raphaël Poirée (* 1974), französischer Biathlet
- Raphaël Sévère (* 1994), französischer Klarinettist und Komponist
- Raphaël Varane (* 1993), französischer Fußballspieler
- Raphaël Vogt (* 1976), deutsch-französischer Schauspieler